# Lupe Aquino
Lupe Aquino est un boxeur mexicain né le 23 janvier 1963 à Chihuahua.

## Carrière
Passé professionnel en 1981, il devient champion du monde des super-welters WBC le 12 juillet 1987 après sa victoire aux points face à Duane Thomas. Aquino perd sa ceinture dès le combat suivant contre l'italien Gianfranco Rosi le 2 octobre 1987. Il remportera néanmoins en 1988 le titre de champion d'Amérique du Nord NABF de la catégorie puis le titre national des poids moyens en 1993. Ce n'est qu'en 1999 qu'il met un terme à sa carrière. Son bilan est de 53 victoires, 9 défaites et 2 matchs nuls.

## Référence
1. ↑  (en) Duane Thomas vs. Lupe Aquino (boxrec.com)